# Nallur $
Nallur $ es una ciudad censal situada en el distrito de Tiruvallur en el estado de Tamil Nadu (India). Su población es de 19595 habitantes (2011). Se encuentra a 30 km de Tiruvallur y a 21 km de Chennai.

## Demografía
Según el censo de 2011 la población de Nallur $ era de 19595 habitantes, de los cuales 9843 eran hombres y 9752 eran mujeres. Nallur $ tiene una tasa media de alfabetización del 86,45%, superior a la media estatal del 80,09%: la alfabetización masculina es del 91,95%, y la alfabetización femenina del 80,89%.